# 看守所
看守所也叫拘留所，是為防止重大刑事犯罪的被告脫逃、串供等而將其臨時羈押的處所，主要收容未定罪的拘禁者，和确定死刑者。而未定罪拘禁者，包含被逮捕等待起诉的人，和被起诉等待法院判决的人。刑事案件被告經檢察官合法傳喚、拘提到案後，認定被告犯罪嫌疑重大，而且有事實足認其有湮滅證據、串供、脫逃或預防再犯等可能時，為保全證據、防止被告逃亡，確保刑事訴訟程序穩定及刑罰執行，得聲請法院下令將被告收押至特定處所，一般情況即看守所。中國史上最早的看守所制度出現在近現代時期，由清朝政府推行晚清司法改革運動時引進。
一些國家地區執行死刑的刑場設在看守所而非監獄，終審定讞的死刑犯會被收容在看守所等待死刑執行。